# آنا كارو
آنا كارو (بالإسبانية: Ana Caro de Mallén)‏ هي كاتبة مسرحية وكاتِبة وشاعرة إسبانية، ولدت في 1590 في إشبيلية في إسبانيا، وتوفيت في 1646.